# Serra d'en Coll (Tavertet)
La Serra d'en Coll és una serra situada al municipi de Tavertet a la comarca d'Osona, amb una elevació màxima de 794 metres.